# ヒューロン郡 (オンタリオ州)
ヒューロン郡（ヒューロンぐん、英: Huron County）は、カナダのオンタリオ州西部に位置する地方行政区のひとつ。西岸はヒューロン湖と接しており郡名の由来ともなっている。1841年に郡として設立された。

## 概要
オンタリオ州では最大の農業生産地となっており、3,260もの農家が登録されている。およそ2,880km2（711,525 acres）の農地を持ち、その農業生産高はアトランティック4州の農業生産高を上回る。また、ヘンサルの村は穀物集積センターとなっており、豆の生産でも知られる。

## 人口統計
71%の住民はイギリスをルーツとしており、11%はオランダ、8%はドイツ、残りの10%はそのほかの地域をルーツとする。

## 主な都市
- ゴドリッチ （Goderich）
- サウスヒューロン （South Huron）
- ヘンサル （Hensall）